# دهکده میراثی فجیره
دهکده میراثی عین مضب (به عربی: قریة تراث عین مَضَب فجیره) یکی از دیدنی‌های تاریخی و جاذبهٔ گردشگری امارت فجیره ویکی از نقاط دیدنی امارات متحده عربی است. این دهکده در کنار چشمهٔ آب گرم «عین مَضَب» و در وسط کوه‌های سر به فلک کشیدهٔ فجیره، و در پایهٔ رشتهٔ کوه حجر واقع شده‌است. اطراف دهکده از درختان کوهستانی مانند: کُور، کُنار، کِرت، سمر، کُوهِنگ، سَلَم وغیره، پوشیده‌است و منظرهٔ زیبایی به مکان بخشیده‌است.

## زندگی مردمان قدیم امارات
در «دهکده میراثی عین مضب» یک آبادی قدیمی را مشاهده می‌کنید که به صورت زنده روش‌ها و فرهنگ زندگی مردمان قدیم در امارات را به تصویر می‌کشد. مردمانی که با ماهیگیری یا از راه غواصی و استخراج مروارید از اعماق آب دریا امرار معاش می‌کرده‌اند. افراد حاضر در این آبادی مانند یک کتاب مصور، زندگی بادیه نشینی و قبیله‌ای مردم این خطه در دوران نه چندان دور را در معرض تماشای شما قرار می‌دهند. در کنار این «دهکده» و در کنار چشمهٔ «عین مَضَب» تعدای فروشگاه عرضه‌کننده صنایع دستی و تعدادی کافی تریا نیز قرار دارند. بازدید از این آبادی تاریخی و قدم زدن در کنارهٔ منطقهٔ کوهستانی و صرف چای یا قهوه در این مکان به علاقه‌مندان به سنت‌های قدیم امارات توصیه می‌شود. در این دهکده مجموعه جالبی از ادوات ساخته‌شده از نخل مانند: زنبیل، حصیر، بادبزن، و ادواتی که از کنده و شاخهٔ درخت خرما ساخته بوده‌اند، و در حیات روز مره مردم قدیم امارات نقش مهمی داشته بوده‌است به نمایش گذاشته شده‌است. همچنین مجموعه‌ای از مصنوعات سفالی، و صدها نمونه مصنوعات دست‌ساز، و همچنین آبیاری به سبک قدیم که به واسطهٔ چاه چرخ گاوی در منطقه رایج بوده‌است در معرض دید عموم قرارداده شده‌است.

## فهرست منابع و مآخذ
- رحمة، عبدالرحمن، عبدالله، «(الإمارات فی ذاکرة أبنائها)»، جلد دوم. چاپ القراءة للجمیع للنشر والتوزیع، ابوظبی:، انتشار سال ۱۹۹۰ میلادی.
- محمدیان، کوخردی، محمد، «(الإمارات عبر التاریخ)»، ج۱. سال انتشار ۲۰۰۸ میلادی به (عربی).
- العبودی، ناصر، بن حسین، «(الأماکن الأثریة فی الإمارات)»، ج ۱–۲، چاپ سوم، ابوظبی: “شرکة ابوظبی للطباعة والنشر“، انتشار ۱۹۸۹ میلادی.